# VG-lista
VG-lista è una classifica musicale norvegese, stilata per la prima volta nel 1958, che indica i brani e gli album più venduti e/o trasmessi in streaming nel paese. La lista è curata e pubblicata settimanalmente dal quotidiano Verdens Gang. La classifica viene inoltre pubblicata radiofonicamente dalla Norsk rikskringkasting (NRK).
Le vendite dei dischi sono calcolate tramite Nielsen SoundScan, calcolando i dati di vendita di circa cento negozi di musica in Norvegia.

## Storia
Il primo elenco è stato pubblicato dal quotidiano Verdens Gang il 16 ottobre 1958, con il nome di Ti på topp, includendo una classifica dei 10 singoli più venduti basandosi sui dati, forniti una settimana prima, di 25 negozi di musica norvegesi. A trionfare fu il singolo Sail Along Silvery Moon del cantante e direttore d'orchestra statunitense Billy Vaughn. Nell'aprile 2025 la classifica è stata estesa a 100 posizioni, sia per quella degli LP che per quella dei singoli.
Ogni anno, a metà giugno, si tiene l'omonimo evento che vede protagonisti i 40 artisti norvegesi più ascoltati del momento nell'esibizione del brano in classifica. La manifestazione si svolge in un'unica giornata nella Rådhusplassen (piazza del municipio) di Oslo.